# Albert Sidney Johnston
Albert Sidney Johnston (2 de febrero de 1803 - 6 de abril de 1862) fue un general estadounidense de tres ejércitos diferentes: el ejército texano (de la República de Texas), el ejército de los Estados Unidos y el ejército de los Estados Confederados. Como parte de esos tres ejércitos, vivió de primera mano varios conflictos: guerra de independencia de Texas, la guerra mexicano-americana, la guerra de Utah, y la guerra de Secesión.
Fue considerado por el presidente confederado Jefferson Davis como el mejor (y la clasificación de segundo más alto) oficial general de la Confederación antes de la aparición de Robert E. Lee. Fue muerto a principios de la Guerra de Secesión en la Batalla de Shiloh, siendo considerado el oficial de más alto rango, tanto de la Unión o la Confederación, muerto durante toda el conflicto. Davis llegó a alegar que la pérdida de Johnston «fue el punto de inflexión hacia nuestro destino».
Aunque su nombre parece indicarlo, Albert no estaba relacionado con otro general confederado del mismo apellido, el general Joseph E. Johnston.

## Biografía

### Primeros años
Albert Sidney Johnston nació en el condado de Washington, Kentucky. Después de estar en la Universidad Transilvania en Lexington, Johnston se fue a la academia militar de West Point en 1822. Se graduó en 1826 como octavo entre 41 estudiantes. Se alistó durante un tiempo en el ejército estadounidense como segundo teniente y en 1829 se casó con su primera mujer, Henrietta Preston.

### Ejército de Texas
En 1834, Albert S. Johnston se trasladaría a una granja en Texas, por lo que se alistó al ejército provisional de la República de Texas como soldado raso cuando estalló la guerra contra México. Durante la guerra de independencia de Texas, Albert S. Johnston acabaría siendo nombrado General de Brigada por su actuación.
El 7 de febrero de 1837 se batió en duelo con el general Félix Huston para decidir quien comandaría el ejército de Texas. Como Johnston se negó a disparar a Huston perdió su rango. Aunque más tarde, el segundo presidente de la República de Texas, Mirabeau B. Lamar, lo nombró secretario de Guerra el 22 de diciembre de 1838.
Johnston se encargo de proporcionar la defensa de la frontera de Texas contra la invasión de México, y en 1839 llevó a cabo una campaña contra los indios en el norte de Texas. En febrero de 1840, renunció y regresó a Kentucky.

### Ejército de los Estados Unidos
Johnston regresó al Ejército de Texas durante la Guerra México-Estados Unidos bajo el mando del general Zachary Taylor como coronel del 1.º de Rifles voluntarios de Texas. El servicio de los voluntarios acabó justo antes de la batalla de Monterrey. Johnston logró que muchos voluntarios aguantasen y luchasen en el ejército, como él mismo hizo luchando en Monterrey y Buena Vista.
Johnston se mantuvo en su plantación después de la guerra hasta que fue convocado por el Presidente Taylor para enlistarse en el Ejército de los EE. UU. como mayor. Se desempeñó en ese papel durante más de cinco años, haciendo seis despliegues y viajando más de 6400 kilómetros al año en la frontera india de Texas. Sirvió en la frontera Texas en Fort Mason. En 1855 el presidente Franklin Pierce lo nombró coronel de la nueva 2.ª Caballería de EE. UU. (no confundir con el 2.º Regimiento de Caballería; el equivalente actual sería el 5.º Regimiento de Caballería), un nuevo regimiento, que él mismo organizó.
Como una figura clave en la guerra de Utah, dirigió las tropas estadounidenses que establecieron un gobierno no-mormón en el territorio anteriormente mormón. Johnston recibió una promoción de rango a General de Brigada en 1857 por su servicio en Utah. Después pasó todo 1860 en Kentucky hasta el 21 de diciembre, cuando se embarcó hacia California para tomar el mando del departamento del Pacífico.

### Ejército de los Estados Confederados
Cuando ocurrió el estallido de la guerra de Secesión, Johnston era el comandante del Departamento del Pacífico del Ejército de EE. UU. en California.
Al igual que muchos oficiales del ejército regular del Sur se opuso a la secesión, pero renunció a su cargo poco después de que se enteró de la secesión de su estado adoptivo, Texas en enero de 1861. El 28 de abril se trasladó a Los Ángeles donde tenía familia y permaneció allí hasta el 27 de mayo, cuando sospechó de las autoridades locales de la Unión, evadió el arresto y su unió a los Rifles Montados de Los Ángeles como soldado, al igual que Lewis Armistead (jefe militar de San Diego).
Participó en un viaje a través de los desiertos del suroeste de Texas, cruzando el río Colorado en el territorio confederado de Arizona el 4 de julio de 1861.
A comienzos de la guerra civil, el presidente confederado Jefferson Davis decidió que la Confederación tendría como objetivo intentar contener el avance unionista en su territorio tanto como fuese posible y distribuyó sus fuerzas militares en torno a las fronteras y costas.
En el verano de 1861, Davis designó varios generales para defender las líneas confederadas del río Misisipi, al este de los Montes de Allegheny. También distribuyó fuerzas en el oeste de Tennessee, a lo largo de los ríos Tennessee y Cumberland. Estas zonas fueron colocadas bajo el mando del mayor general Leonidas Polk y el general de brigada Gideon J. Pillow, que había comandado inicialmente al mando en Tennessee como máximo general de ese estado.

### Primeros mandos en 1861
El 10 de septiembre de 1861, Johnston fue asignado al mando de la enorme zona de la Confederación al oeste de los montes de Allegheny, a excepción de las zonas costeras. Se convirtió en jefe de los ejércitos occidentales de los Estados Confederados en la zona conocida como el «Departamento Occidental» (o Departamento militar Occidental).
Después de su nombramiento, Johnston inmediatamente se dirigió a su nuevo territorio. Se le permitió hacer un llamamiento a los gobernadores de Arkansas, Tennessee y Misisipi para nuevas tropas, aunque esta autoridad era en gran medida sofocado por la política, especialmente con respecto a Misisipi. El 13 de septiembre de 1861, en vista de la decisión de la legislatura de Kentucky para ponerse del lado de la Unión después de la ocupación de Columbus por Polk, Johnston ordenó al general de brigada Félix Zollicoffer con 4000 hombres a ocupar el desfiladero de Cumberland en Kentucky, para bloquear a las tropas de la Unión en el este de Tennessee.
El 18 de septiembre Johnston obtuvo el mando del general de brigada Simón Bolívar Buckner, con otros 4000 hombres para bloquear la ruta del ferrocarril de Tennessee a Bowling Green, Kentucky.
En total, Johnston tenía menos de 40 000 hombres distribuidos entre Kentucky, Tennessee, Arkansas y Misuri. De estos, 10 000 se encontraban en Misuri como guardia del mayor general Sterling Price.
La llamada inicial de Johnston a los gobernadores para recibir más hombres no dieron lugar a muchos reclutas nuevos, pero Johnston tenía otra problema aún más grande, ya que su fuerza estaba falta de armas y municiones, incluso para las pocas tropas que tenía.
Como los esfuerzos confederados se estaban centrando en el Este, tampoco mandaron muchos refuerzos a Johnston, quien solo podía mantener su defensa con las redadas y otras medidas para hacer parecer que tenía fuerzas más grandes que él, una estrategia que funcionó durante varios meses. Las tácticas de Johnston habían molestado y confundido al general de brigada William Tecumseh Sherman que se empezó a poner nervioso, ya que sobrestimó las fuerzas de Johnston, y tuvo que ser relevado por el general de brigada Don Carlos Buell el 9 de noviembre de 1861.

### Siguientes operaciones
Durante los siguientes meses de su mando, Johnston sufrió el error de previsión de los Estados Confederados al pensar estos que la «neutralidad» de Kentucky actuaría de escudo ante una invasión directa desde el Norte, y la decisión por tanto de enviar el grueso de las tropas a Virginia.

### Muerte en la batalla de Shiloh
Johnston lanzó un ataque sorpresa enorme, con sus fuerzas concentradas en contra de Ulysses S. Grant en la batalla de Shiloh el 6 de abril de 1862. Como las fuerzas confederadas invadieron los campos de la Unión, Johnston parecía estar en todas partes, llevando personalmente y reuniendo tropas para arriba y abajo de la línea de frente con su caballo. A eso de las 2:30 p. m., mientras lideraba una de esas cargas contra un campamento de la Unión, fue herido, recibiendo una bala detrás de la rodilla derecha. Al parecer, no creía que la herida fuese grave en aquel momento, por lo que envió a su médico personal para atender a algunos soldados de la Unión capturados heridos en su lugar. Es posible que el duelo de Johnston en 1837 había causado daño a los nervios o entumecimiento en la pierna derecha y que, como resultado de ello, él no sentía la herida en la pierna.
La bala le había cortado una parte de la arteria poplítea y la bota se llenó de sangre. A los pocos minutos Johnston fue observado por su personal al estar casi desmayado en su caballo. Entre su personal estaba Isham G. Harris, el gobernador de Tennessee, que había dejado de hacer ningún esfuerzo real para actuar como gobernador después de enterarse de que Abraham Lincoln había nombrado a Andrew Johnson como gobernador militar de Tennessee.
Al ver a Johnston caído en su silla y su cara vuelta pálida, Harris preguntó: «General, ¿está herido?» Johnston se miró la herida en la pierna, y luego ante Harris respondió con sus últimas palabras: «Sí, y me temo que en serio.» Harris y otros oficiales del Estado Mayor bajaron a Johnston de su caballo y lo llevaron a un pequeño barranco y trataron desesperadamente de ayudar al general al tratar de hacer un torniquete en la herida de su pierna, pero poco se podía hacer en este punto, pues ya había perdido mucha sangre.
Johnston pronto perdió el conocimiento y murió desangrado a los pocos minutos. Harris y los otros oficiales envolvieron el cuerpo del general Johnston en una manta para no dañar la moral de las tropas con la vista del general muerto.
Johnston y su caballo herido, llamado Fire Eater (en inglés: Devorador de fuego), fueron llevados al cuartel general de campaña en la carretera de Corinth, donde su cuerpo permaneció en su tienda hasta que el ejército confederado se retiró a Corinth, el 7 de abril de 1862. A partir de ahí, su cuerpo fue llevado a la casa del coronel William Inge, lugar que había sido su cuartel general en Corinth. El cuerpo de Johnston estuvo cubierto de la bandera de la Confederación.
Johnston fue la víctima de más alto rango de la guerra de ambos bandos, y su muerte fue un fuerte golpe para la moral de la Confederación. Jefferson Davis lo consideró el mejor general del país. Esto fue dos meses antes de la aparición de Robert E. Lee como el preeminente general de la Confederación.